# Workana
Workana é uma plataforma de mercado para trabalho freelancer e remoto, de contratação de trabalhadores independentes. A empresa tem sua sede na Argentina e possui escritórios no Brasil, na Colômbia e no México, e a partir de 2019 expandiu-se para o Sudeste Asiático. A plataforma está disponível em espanhol, inglês e português.

## História
Workana surgiu em abril de 2012 na Argentina, co-fundada por Tomás O'Farrell, Fernando Fornales, Guillermo Bracciaforte e Mariano Iglesias «convencido de que o conceito de emprego remoto seria cada vez mais importante e que a América Latina estava a procura de uma plataforma feita especificamente para a região ».
Impulsionada pelo grupo de investimento britânico Daily Mail e General Trust (DMGT), dono do jornal The Daily Mail,a Workana rapidamente se fez presente em toda a América Latina. Desde 2015, é uma dos parceiras e fundadoras da Associação Latino-Americana de Internet, junto à Despegar, Facebook, Google, MercadoLivre, Pedidos Ya, Restorando e Yahoo!.
Em 2018 a Workana recebeu financiamento de US$ 7 milhões através da SEEK, que são acionistas em empresas como Brasil Online Holdings e OCC (Career Center no México). Isso permitiu iniciar sua expansão para o sudeste da Ásia. Vale ressaltar que é o terceiro investimento da SEEK para a Workana, totalizando US$ 12,5 milhões desde 2016. Assim, em 2018, ela já tinha se tornado a maior plataforma de trabalho independente da América Latina, e começou sua expansão global.

## Recursos
Desde a sua criação, a Workana tornou-se um ponto de encontro para empresas com projetos e de profissionais  com a possibilidade de desenvolvê-los  com uma modalidade de trabalho autônomo, remoto e independente que cresce continuamente .
A Workana tem duas opções de uso: para procurar um freelancer (ou cliente) ou para trabalhar como freelancer. Um único usuário pode escolher as duas funções. Cadastrar-se na Workana é gratuito: só cobra uma comissão pelos trabalhos terminados e tem um Plano de Benefícios pros freelancers que quiserem um uso mais personalizado da plataforma.
Como cliente, se criam projetos especificando o que precisa, qual o tipo de profissional e qual é o pressuposto que tem, se o pagamento é por hora ou por trabalho feito. Como freelancer, se desenvolvem propostas aos projetos publicados de acordo com as habilidades mencionadas, especificando a forma de pagamento; se houver dúvidas, pode consultar antes de ofertar. O cliente começa receber as propostas, olha os perfis e pode escrever para o professional por mensagem. Quando faz a escolha, se deposita o pagamento em garantia, que será desembolsado quando considerar o trabalho finalizado. O último passo é a qualificação entre as partes .
Os principais projetos específicos são:
- TI & Programação
- Design e Multimídia
- Tradução e Conteúdo
- Marketing e Vendas
- Suporte Administrativo
- Legalidade
- Finanças e Engenharia
- Administração e Manufatura.

A Workana propõe uma qualificação de seus usuários, clientes e freelancers, com um máximo de 5 estrelas, e faz um ranking geral na plataforma, na área de projeto e país em particular. Ela tem também uma escala de posições de acordo com o Perfil profissional: o ferro, bronze, prata, ouro, platina e finalmente 'hero'.
Desde 2018, a Workana tem uma categoria Pro, que é para os profissionais com maior experiência e melhor qualificados, são selecionados automaticamente pela plataforma. Também oferece a possibilidade para o freelancer prolongar o projeto e continuar trabalhando com o cliente, e desde 2019, permite que os clientes possam contratar vários especialistas para o mesmo projeto.

## Comunicação
Workana tem diversas vias de comunicação. Em sua plataforma tem um centro de apoioe um espaço para interação entre os usuários, através da Comunidade Workana, e há um blog e presença em redes sociais como Facebook e Instagram. Ela tem também um canal no YouTube, a WorkanaTV e tem desenvolvido um aplicativo móvel.

## Prêmios
Workana recebeu o prêmio Accelerator Google Launchpad 2017 e o TNW América Latina Startup Battleno 2012.